# Jimmy Dawson
James C. Dawson, detto Jimmy (Oak Park, 18 aprile 1945), è un ex cestista statunitense, professionista nella ABA.

## Carriera
Venne selezionato dai Chicago Bulls al sedicesimo giro del Draft NBA 1967 (154ª scelta assoluta).